# جوزيف غرينليف (سياسي)
جوزيف غرينليف هو سياسي أمريكي، ولد في 17 نوفمبر 1788 في نيو بدفورد في الولايات المتحدة، وتوفي بنفس المكان في 7 فبراير 1885. نشط حزبياً في حزب اليمين. وقد انتخب عضو مجلس النواب الأمريكي ‏.